# Estland op het Eurovisiesongfestival 2023

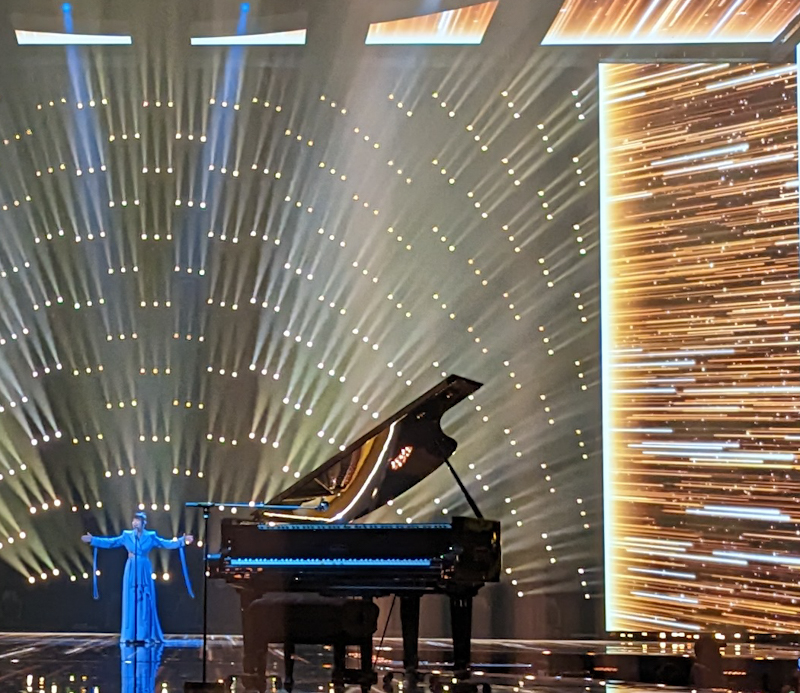
Alika tijdens de jury finale in Liverpool.

Estland nam deel aan het Eurovisiesongfestival 2023 in Liverpool, Verenigd Koninkrijk. Het was de 28ste deelname van het land aan het Eurovisiesongfestival. ERR was verantwoordelijk voor de Estische bijdrage voor de editie van 2023. In Liverpool eindigde Alika met het lied Bridges op de achtste plaats in de finale.

## Selectieprocedure
De Estische openbare omroep startte de inschrijvingen voor het jaarlijkse Eesti Laul op 13 september 2022. Geïnteresseerden kregen tot 20 oktober 2022 de tijd om een inzending op te sturen. Alle artiesten mochten maximaal vijf nummers opsturen. Buitenlandse songwriters werden toegelaten, zolang minstens de helft van de songwriters Estisch is en het nummer niet meer dan twee buitenlandse songwriters heeft. Voor Estischtalige nummers kostte de inzending €50, voor Engelstalige €100. Er werden 217 inzendingen ontvangen, waarvan 92 Estische. Een panel van 16 juryleden verkozen 20 halve finalisten die tijdens de talkshow Ringvaade werden voorgesteld. 
Er werden twee halve finales georganiseerd op 12 en 14 januari 2023. Van de tien acts in elke halve finale gingen er telkens vijf door naar de finale. De punten werden evenredig verdeeld door de televoters en door een vakjury. In geval van een gelijkstand werd de voorkeur gegeven aan de favoriet van het publiek. De eerste vier in elke halve finale kwalificeerden zich rechtstreeks voor de finale, waarna er een extra stemronde werd georganiseerd om de laatste ticket uit te delen. Deze stemronde omvatte geen jurystemmen.
Tijdens de finale, op 11 februari 2023, beslisten vakjury en televoters eerst wie de drie superfinalisten waren. Zij kozen voor Alika, Bedwetters en Ollie. Vervolgens mocht het publiek autonoom bepalen wie Estland zou vertegenwoordigen in Liverpool. De keuze viel uiteindelijk op Alika met Bridges.

## In Liverpool
Estland trad aan in de tweede halve finale, op donderdag 11 mei 2023. Alika wist door met 74 punten, de tiende plaats te halen, wat net genoeg was om de finale te halen. In de grote finale was Alika als 12de aan de beurt, net na Marco Mengoni uit Italië en voor runner-up Kaarija uit Finland. Estland behaalde de 8ste plaats met 168 punten. Het lied viel erg in de smaak bij de jury's waar het 5de werd, met 12 punten van buurland Letland. 